# Antocha longicornis
Antocha longicornis är en tvåvingeart som först beskrevs av Alexander 1921.  Antocha longicornis ingår i släktet Antocha och familjen småharkrankar. Inga underarter finns listade i Catalogue of Life.